# Grammy Award for Best Traditional World Music Album
Der Grammy Award for Best Traditional World Music Album, auf Deutsch „Grammy-Auszeichnung für das beste traditionelle Weltmusik-Album“, ist ein Musikpreis, der von 2004 bis 2011 von der amerikanischen Recording Academy im Bereich der Weltmusik verliehen wurde.

## Geschichte und Hintergrund
Die seit 1959 verliehenen Grammy Awards werden jährlich in zahlreichen Kategorien von der Recording Academy in den Vereinigten Staaten vergeben, um künstlerische Leistung, technische Kompetenz und hervorragende Gesamtleistung ohne Rücksicht auf die Album-Verkäufe oder Chart-Position zu würdigen.
Eine dieser Kategorien ist der Grammy Award for Best Traditional World Music Album. Die Auszeichnung wurde von 2004 bis 2011 an Künstler aus dem Bereich der Weltmusik vergeben. Parallel hierzu wurde in diesem Zeitraum der Grammy Award for Best Contemporary World Music Album ausgezeichnet. Vorher existierte seit den Grammy Awards 1992 die Weltmusik-Kategorie Grammy Award for Best World Music Album, die auch nach der umfangreichen Überarbeitung der Grammy-Award-Kategorien ab dem Jahr 2012 wieder vergeben wurde.

## Gewinner und Nominierte
| Jahr | Gewinner                                 | Nationalität | Album                       | Nominierte | Bild des/der Gewinner(s) |
| ---- | ---------------------------------------- | ------------ | --------------------------- | --- | ------------------------ |
| 2004 | Jon Mark/Mönche des Sherab Ling Klosters | Neuseeland   | Sacred Tibetan Chant        | - Ecos de Borinquen und Jibaro Hasta El Hueso – Mountain Music of Puerto Rico - Ghazal – The Rain - Grupo de Capoeira Angola Pelourinho – Capoeira Angola 2 - Brincando Na Roda, Kasse Mady Diabate – Kassi Kasse - Masters of Persian Music – Without You                                                                |                          |
| 2005 | Ladysmith Black Mambazo                  | Südafrika    | Raise Your Spirit Higher    | - El Grupo Cimarron – Si, Soy Llanero: Joropo Music from the Orinoco Plains of Colombia - Sandra Luna – Tango Varon - Pero Negro – Jolgorio - Verschiedene Künstler – Abayudaya: Music from the Jewish People of Uganda                                                                                                   |                          |
| 2006 | Ali Farka Touré and Toumani Diabaté      | Mali         | In the Heart of the Moon    | - Mamadou Diabaté – Behmanka - Los Pleneros de la 21 – Para Todos Ustedes - Masters of Persian Music – Faryad - Lama Tashi – Tibetan Master Chants |                          |
| 2007 | Soweto Gospel Choir                      | Südafrika    | Blessed                     | - Academy of Maqâm – Music of Central Asia, Vol. 2: Invisible Face of the Beloved: Classical Music of the Tajiks and Uzbeks - Hossein Alizadeh und Djivan Gasparyan – Endless Vision - Andrea Hoag, Loretta Kelley und Charlie Pilzer – Hambo in the Snow - Aashish Khan und Zakir Hussain – Golden Strings of the Sarode |                          |
| 2008 | Soweto Gospel Choir                      | Südafrika    | African Spirit              | - Rahim AlHaj mit Souhail Kaspar – When The Soul Is Settled: Music of Iraq - Cheick Hamala Diabaté und Bob Carlin – From Mali to America - Konono Nº1 – Live at Couleur Café - Verschiedene Künstler – Singing for Life: Songs of Hope, Healing and HIV/AIDS in Uganda                                                    |                          |
| 2009 | Ladysmith Black Mambazo                  | Südafrika    | Ilembe: Honoring Shaka Zulu | - Debashish Bhattacharya – Calcutta Chronicles: Indian Slide Guitar Odyssey - Toumani Diabaté – The Mandé Variations - Lakshmi Shankar – Dancing In The Light |                          |
| 2010 | Mamadou Diabate                          | Mali         | Douga Mansa                 | - Ancient Sounds – Rahim Alhaj And Amjad Ali Khan - Double Play – Liz Carroll & John Doyle - La Guerra No – John Santos Y El Coro Folklórico Kindembo - Drum Music Land – Ten Drum Art Percussion Group |                          |
| 2011 | Ali Farka Touré und Toumani Diabaté      | Mali         | Ali and Toumani             | - Pure Sounds – Gyuto Monks of Tibet - I Speak Fula – Bassekou Kouyate & Ngoni Ba - Grace – Soweto Gospel Choir - Tango Universal – Vayo |                          |